# Batman: Silencio
Batman: Silencio (en inglés: Batman: Hush; (pronunciado /ˈbætmən ˈhəʃ/) es un arco narrativo del cómic estadounidense Batman publicado por DC Comics. Se publicó en entregas mensuales desde el número 608 de octubre de 2002 hasta el número 619 de septiembre de 2003 de la serie Batman. Este arco argumental fue escrito por Jeph Loeb con dibujo de Jim Lee, entintado por Scott Williams y coloreado por Alex Sinclair, bajo la dirección de Bob Schreck.
En esta historia de asesinato, misterio y romance, Batman se embarca en una misión para descubrir la identidad del misterioso villano conocido como Hush, que causa estragos en su vida. 

## Argumento

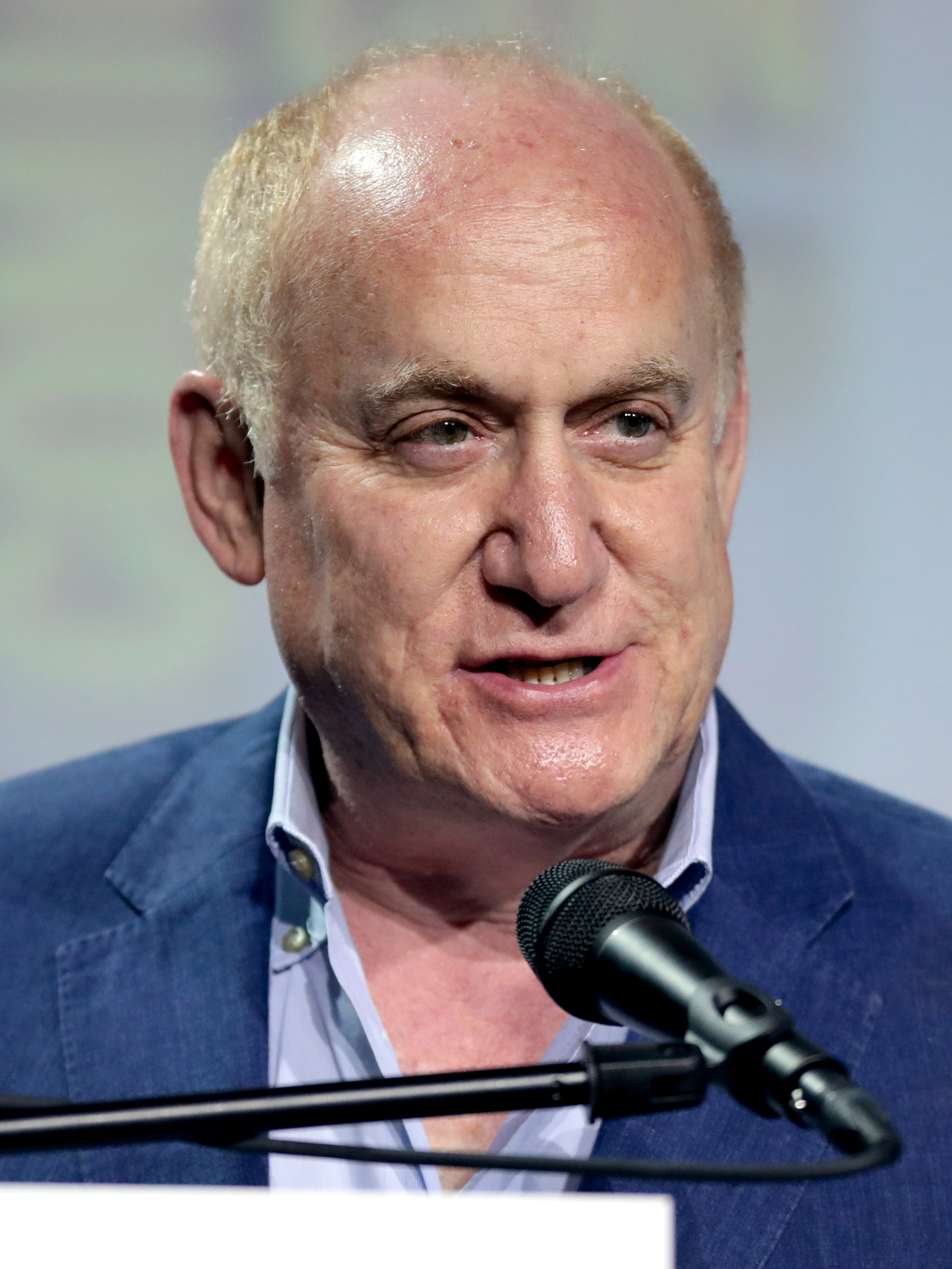
Jeph Loeb, guionista de la serie.

### Volumen uno
Batman rescata a un niño secuestrado por Killer Croc. Tras esta acción, Catwoman roba el dinero del rescate, lo que inicia una persecución. Durante su búsqueda, Batman sufre un grave accidente, que le provoca una fractura de cráneo. Mientras Batman está gravemente herido, Oráculo envía a Cazadora en su rescate. Alfred, convoca al neurocirujano Thomas Elliot; un viejo amigo de la infancia de Bruce, para que lo ayude a sanar. 
Tras la recuperación, se revela que Hiedra Venenosa fue la responsable de manipular a Catwoman para robar el dinero. La historia se mueve a Metrópolis, donde Batman y Catwoman le siguen la pista. Descubren que la villana ha tomado control de Superman mediante el uso de un anillo de kryptonita. Batman, logra entretener a Superman, mientras que Catwoman lanza  a Lois Lane desde un edificio. Superman recupera su conciencia, y salva a Lois. Junto a Batman y Catwoman, captura a Hiedra Venenosa.

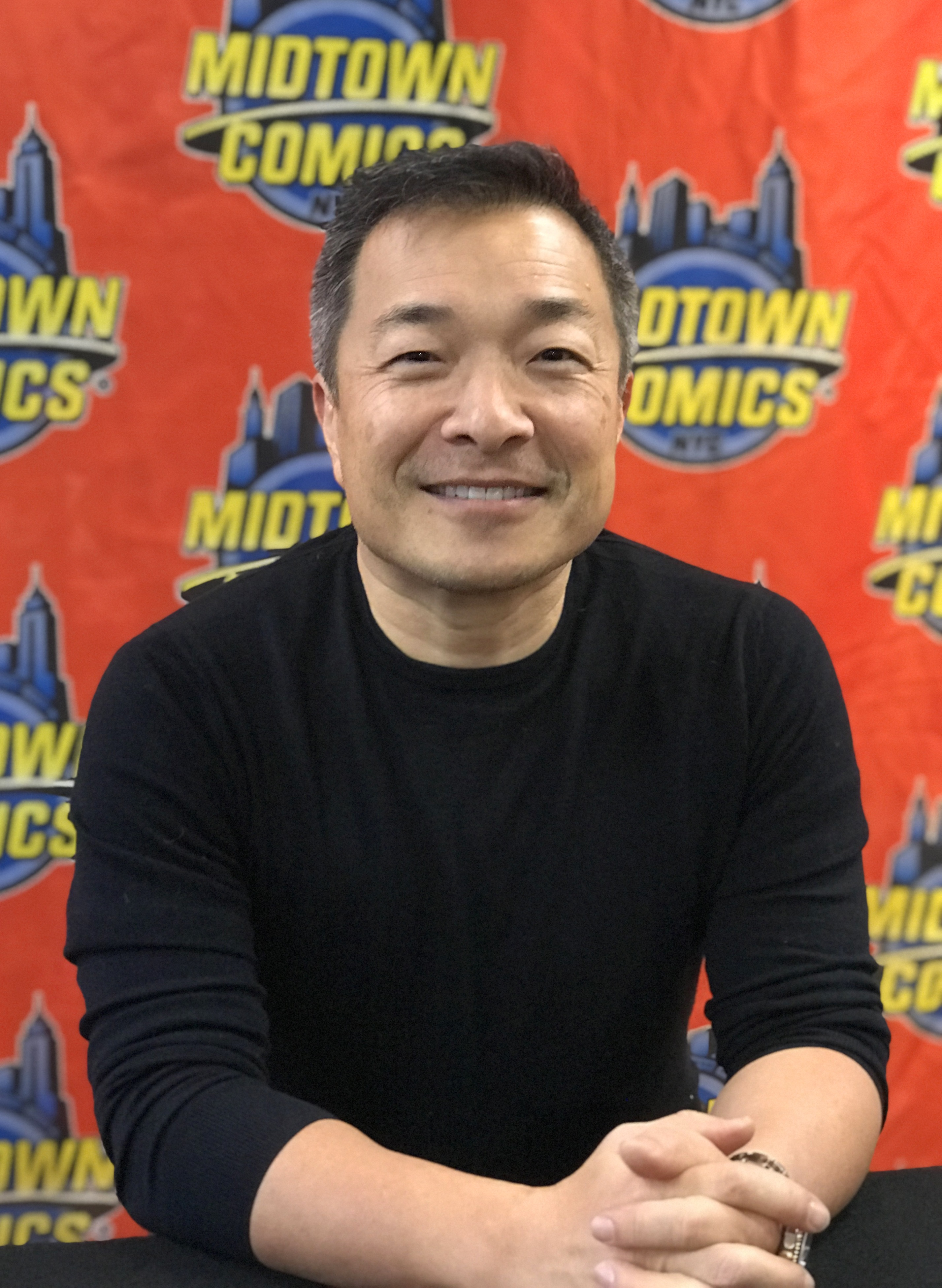
Jim Lee, dibujante de la serie.

### Volumen dos
Bruce y Selina asisten a la ópera Pagliacci, donde Harley Quinn interrumpe el evento en un intento de asalto, en el que Joker asesina al Dr. Elliot. Enfurecido, Batman intenta matar al Joker. Batman le comenta a Dick Grayson que alguien está manipulando a sus enemigos, quienes actúan de manera extraña. Batman sigue la pista hasta Ra's al Ghul, quien le revela que alguien del pasado de Bruce ha utilizado uno de los pozos de Lázaro. 

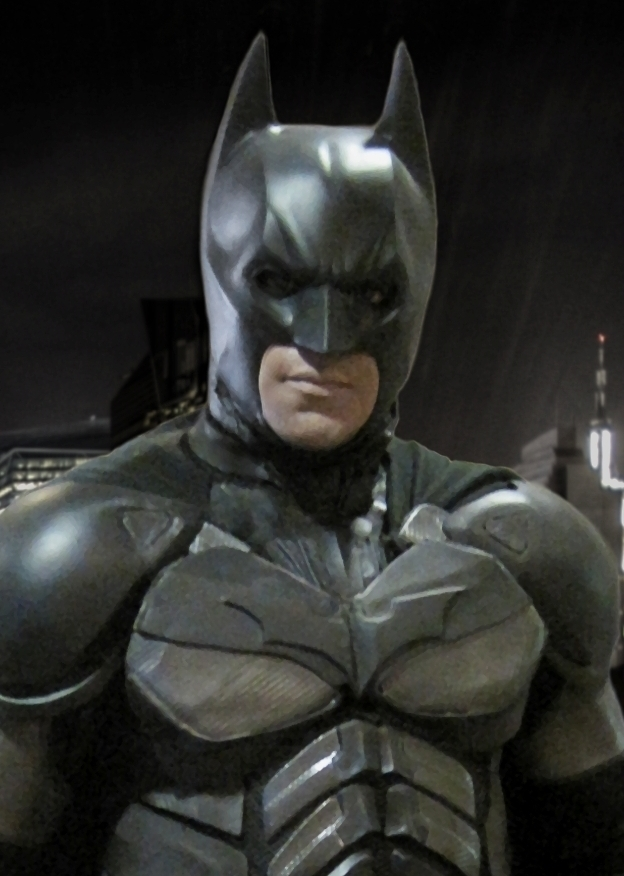
Batman, personaje de la historia.

Cazadora y Catwoman se enfrentan, y Batman descubre que Tim Drake, ha sido capturado por Jason Todd. Tras descubrir un dispositivo en su ordenador, Batman busca a su viejo amigo Harold Allnut, quien había desaparecido. Harold revela que alguien lo había obligado a plantar el dispositivo, pero es asesinado antes de poder nombrar al responsable. 

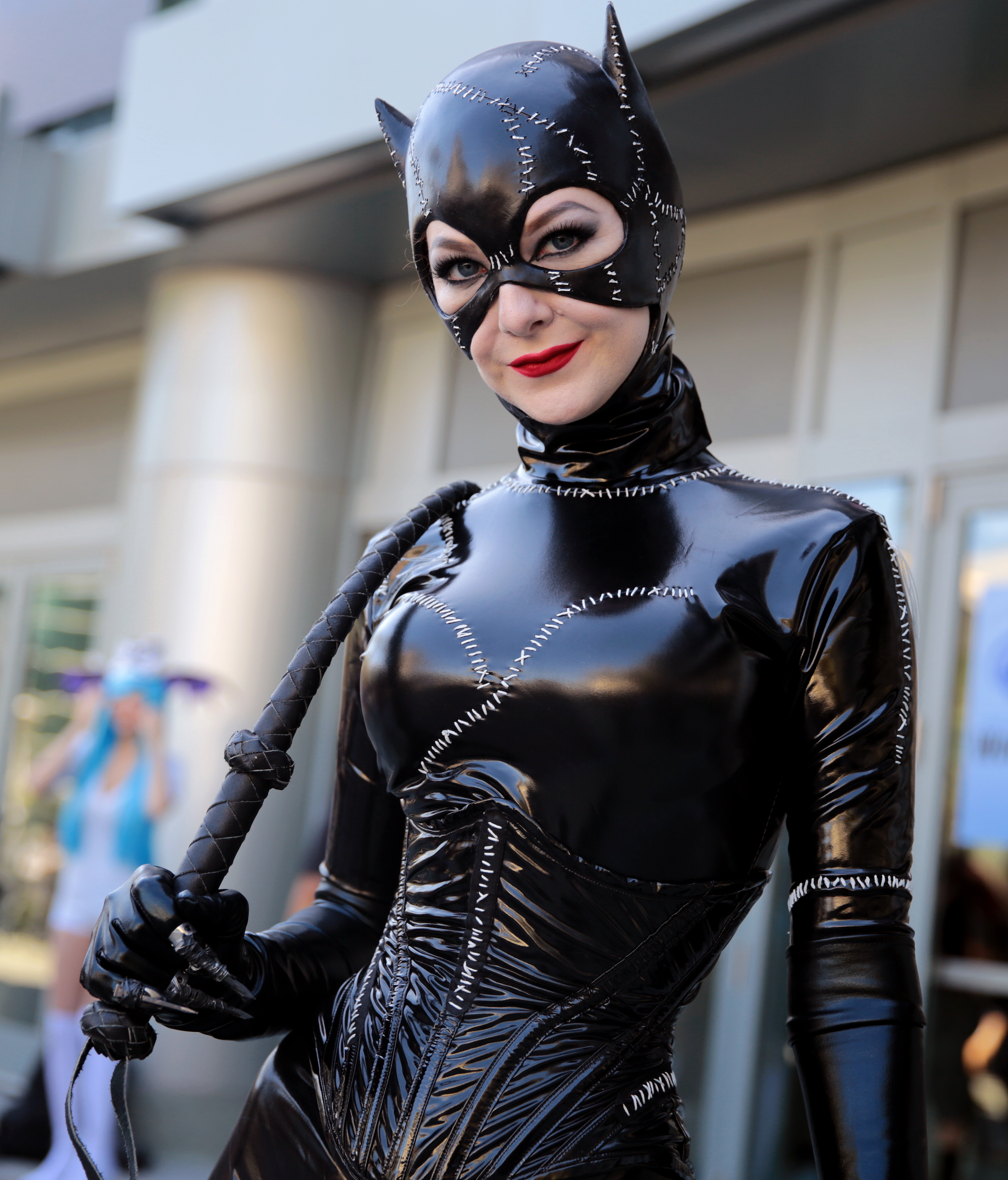
Catwoman, personaje de la historia.

Se revela que Thomas Elliot es el hombre detrás de los planes por la envidia que le profesa a Bruce. Durante un enfrentamiento, Harvey Dent le dispara a Elliot y este cae al agua, sin que Batman pueda desenmascararlo. En un giro final, Batman descubre que el verdadero cerebro detrás de la conspiración es Riddler.

## Ediciones
La primera edición compilada en inglés se presentó en dos volúmenes. El primer volumen contiene Batman desde el n° 608 al n° 612 y el segundo volumen recopila Batman desde el n° 613 al n° 618. Posteriormente se publicó en un único volumen tanto en rústica como en cartoné. Una edición en cartoné de gran tamaño, llamada Absolute Batman: Hush salió al mercado en septiembre de 2005.
Una edición exclusivamente a lápices fue publicada con el título Batman: Hush Unwrapped en julio de 2011. Una edición a blanco y negro salió al mercado bajo el nombre Batman Noir: Hush en septiembre de 2017. Para conmemorar el decimoquinto aniversario se publicó Batman: Hush 15th Anniversary Deluxe Edition en noviembre de 2017. Tras el vigésimo aniversario se publicó Batman: Hush 20th Anniversary Edition en octubre de 2022.
En castellano la obra ha sido editada en varias ocasiones. Norma Editorial la publicó en rústica en cinco tomos (2003), que luego compilo en un tomo único (2005). Editorial Planeta la publicó en un único tomo en formato cartoné (2009). La Editorial Salvat la publicó en dos tomos en la colección Novelas gráficas DC Comics (2017). ECC Ediciones también la publicó bajo la colección Grandes autores de Batman (2015), en una Edición Deluxe (2019) y en un tomo DC Pocket (2021). Editorial Panini la publicó en un tomo cartoné (marzo 2024) y un tomo DC Pocket (noviembre 2024).

## Recepción
Fantasy Literature lo puntúa con 3.5 señalando: «Lo más interesante es el juego romántico con la sensual y seductora Catwoman»...«El mérito aquí es de Jim Lee, que se hizo famoso dibujando para X-MEN y ayudó a fundar Image Comics». Añadiendo: «Jim Lee básicamente se roba el show, y Jeph Loeb está ahí para inventar una manera para que Batman se encuentre con todos sus amigos, intereses amorosos y enemigos en un arco argumental, lo cual logró. Así que es un viaje muy agradable, incluso si carece del impacto emocional de las historias centrales de Batman».
GamesRadar+ puntúa el cómic con 9 puntos de 10 resaltando: «la narrativa de Loeb sigue ofreciendo un misterio que mantiene a los lectores enganchados desde el primer número hasta el final»...«Del mismo modo, el arte de Lee, Williams y Sinclair continúa emocionando con sus secuencias de lucha explosivas y llenas de acción junto con sus momentos melancólicos y emotivos». Y comenta entre sus defectos que: «Los personajes masculinos y femeninos nunca dejan de parecer recién salidos de un especial de trajes de baño o de una competición de culturismo».
El portal IGN reseña: «es una de las pocas historias de Batman anteriores a DC Rebirth que ofrece un espacio notable para explorar la relación entre Batman y Catwoman en profundidad». Y concluye: «Sin embargo, la verdadera estrella es el arte de Jim Lee, que podría ser su mejor trabajo en su tiempo en DC Comics». Attias James escribiendo para Dark Knight News lo puntúa con 10 puntos de 10 comentando: «Hush siempre estará en el trono de las historias importantes y brillantes de Batman».
Por su parte Kieran O'Brien resalta: «Batman: Hush es una obra de arte, tanto en lo visual como en sus exploraciones de la psicología de Bruce. La historia es independiente y absolutamente accesible para cualquiera que quiera iniciarse en los cómics de Batman». El portal Comic Book Resources señala: «‘Hush’ sigue siendo uno de los mejores cómics de Batman de todos los tiempos... ‘Hush’ es una epopeya de principio a fin, sin perder nunca el ritmo ni la adrenalina».

## Adaptación
Esta historia de Batman fue adaptada en una película animada que se anunció en la Comic-Con de San Diego el 19 de julio de 2019. La cinta fue escrita por Ernie Altbacker, dirigida por Justin Copeland, con diseño de personajes de Phil Bourassa y la producción de Sam Register y Michael E. Uslan. La película cuenta con las voces de Jason O’Mara como Batman, Jennifer Morrison como Catwoman, Geoffrey Arend como Riddler y Maury Sterling como Hush.

## Legado
Para celebrar los 80 años de Batman se reveló una estatua en bronce de 7,5 pies de altura y 600 libras de peso del Batman:Hush dibujado por Jim Lee, realizada por el escultor Alejandro Pereira Ezcurra y fundida por The American Fine Arts Foundry. Esta fue patrocinada por la corporación Vist Burbank en asociación con DC Studios en la ciudad de Burbank, California; con el fin de simbolizar la conexión del estudio con la ciudad.
Adicionalmente en la New York Comic Con de 2024 en el panel ‘Jim Lee y amigos’ se anunció la publicación de una segunda parte de esta historia, la cual iniciaría en el Batman #158 de marzo de 2025; que contaría con la participación de todo el equipo creativo original.